# Flemming Davanger
Flemming Davanger (né le 1er avril 1963 à Bergen, en Norvège) est un curleur norvégien.
Il est le beau-frère du curleur Lars Vågberg.

## Palmarès

### Jeux olympiques
| Édition    | Albertville 1992 (démonstration) | Salt Lake City 2002 | Turin 2006 |
| Classement | Argent                           | Or                  | 5e         |

### Championnats du monde
| Édition    | Toronto 1986 | Västerås 1990 | Genève 1993 | Oberstdorf 1994 | St John 1999 | Glasgow 2000 | Lausanne 2001 | Bismarck 2002 | Winnipeg 2003 | Gävle 2004 | Victoria 2005 |
| Classement | 6e           | 5e            | 6e          | 6e              | 5e           | 7e           | Bronze        | Argent        | Bronze        | 4e         | 4e            |